# Шалана Шаміра
Магілаха Хандіж Шалана Шаміра або просто ''Шалана Шаміра (нар. 10 січня 1993) — ланкіський футболіст, півзахисник клубу «Коломбо».

## Клубна кар'єра
Футбольну кар'єру розпочав у 2015 році в клубі «Неві». Наступного сезону перейов до ФК «Коломбо».

## Кар'єра в збірній
З 2015 року викликається до складу національної збірної Шрі-Ланки.